# 平均場近似
平均場近似（へいきんばきんじ、英: mean field approximation）とは多体問題を一体問題に帰着させる近似のことである。
名称に関しては、元々は分子場近似（molecular field approximation）と呼ばれていたが、現在では平均場近似と呼ばれることの方が多い。これとほぼ同義な呼び方として、一体近似、有効媒質近似（effective medium approximation）などがある。

## 詳細
平均場近似は多体系を扱う場合、その多体の相互作用をまともに解くことが通常非常に困難であることから、多体の効果をある平均的なもの（平均場）とみなす近似である。そして、これを解くためのセルフコンシステント（自己無撞着）な方程式を導き出し、これを解くことにより求めるべき解が得られる。
強磁性に関するワイス理論（1907年）が、この近似（これは分子場近似と言われた）が使われた最も初期のもの。その後、平均場近似（分子場近似）を用いたものとして、ブラッグ‐ウィリアムス近似（二元合金の規則・不規則問題）、ハートリー近似（ハートリー‐フォック近似）などがある。バンド計算での一電子近似も平均場近似の一つである。
当然、ゆらぎ（平均からのずれ）の大きな系には、この近似は成立しなくなる。ゆらぎの大きな場合としては、電子相関の強い強相関電子系などが挙げられる。

## 簡単な例
イジング模型におけるスピン系を考え、相互作用は最近接格子間にのみ働くとして、そのハミルトニアンは、
{\displaystyle H=-\sum _{\left\langle i,j\right\rangle }JS_{i}S_{j}}
となる。Jは交換相互作用のエネルギー。ここで、{\displaystyle \left\langle i,j\right\rangle }は最近接格子間のみ足しあげることを意味する。この時、添え字jに関しての和の部分を平均化すると、
{\displaystyle -\sum _{\left\langle i,j\right\rangle }JS_{i}S_{j}=-\sum _{i}S_{i}\sum _{j}JS_{j}\simeq -\sum _{i}S_{i}J\sum _{j}\left\langle S_{j}\right\rangle }
となる。ここで、添え字i,jに関しての和がそれぞれに分かれた形になっても最近接格子間のみの和であることに変わりない。この平均化により、平均化された有効磁場({\displaystyle H_{i}^{mag}=J\sum _{j}\left\langle S_{j}\right\rangle })の問題に帰着し、ハミルトニアンは、
{\displaystyle H=-\sum _{i}S_{i}J\sum _{j}\left\langle S_{j}\right\rangle =-\sum _{i}H_{i}^{mag}S_{i}}
となる。ここで、平均化された有効磁場は単なる係数と同じであり交換可能な量である。最終的に求めるべき平均場を{\displaystyle \left\langle S\right\rangle }として、
{\displaystyle \left\langle S_{i}\right\rangle =\left\langle S\right\rangle }
となるように、セルフコンシステントに解くこととなり、このためのセルフコンシステントな方程式は、
{\displaystyle \left\langle S\right\rangle =\tanh {{zJ\left\langle S\right\rangle } \over {k_{B}T}}}
となる。zは最近接格子数、kBはボルツマン定数、Tは温度である。この場合、求めるべき解である磁場の平均{\displaystyle \left\langle S\right\rangle }が有限の値となる場合が強磁性状態であり、ゼロの場合が磁性がない（常磁性）状態である。有限の値としての解が存在するためにはtanh内の係数部分が、{\displaystyle \,{{zJ}/{k_{B}T}}>1}である必要があり、{\displaystyle {{zJ}/{k_{B}T}}\leq 1}ならば解は{\displaystyle \left\langle S\right\rangle =0}となる。従って、平均場近似における強磁性－常磁性の転移温度Tcは、{\displaystyle \,{{zJ}/{k_{B}T}}=1}より、
{\displaystyle T_{c}={{zJ} \over {k_{B}}}}
である。